# تأثير الدمعة السوداء

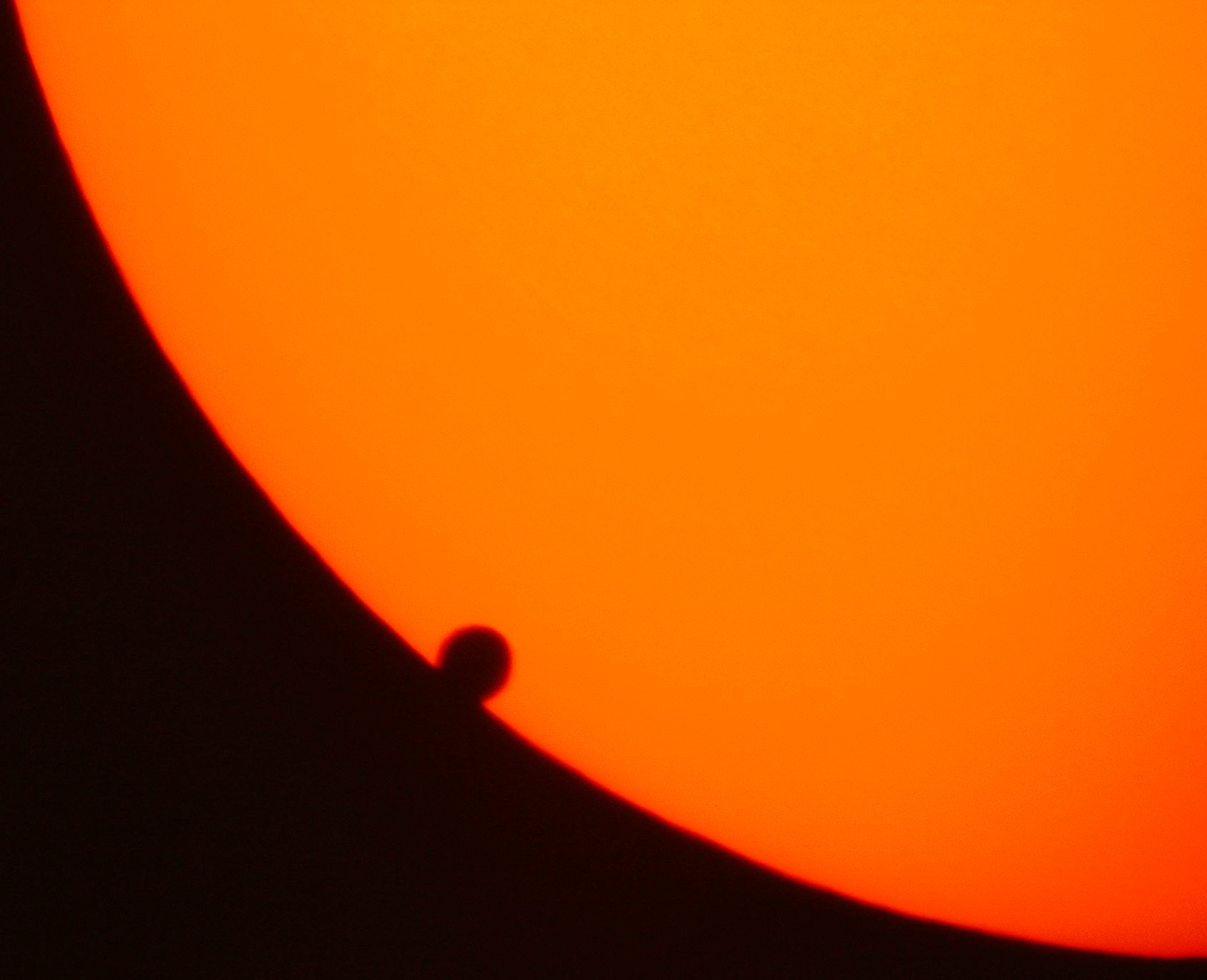
تأثير الدمعة السوداء خلال عبور الزهرة في سنة 2004.

تأثير الدمعة السوداء هي ظاهرة بصرية تظهر أحياناً خلال أحداث العبور الفلكي، خصوصاً خلال عبور الزهرة، وبشكل أقلّ خلال عبور عطارد.
يحدث تأثير الدمعة السوداء إما قبل التلامس الثاني بقليل أو بعد التلامس الثالث بقليل، إذ يظهر شيء شبيه بـ «دمعة» سوداء صغيرة يصل بين حافتيّ قرصي الزهرة والشمس، مما يجعل قياس اللحظة الدقيقة التي يتلامس فيها قرصا الزهرة والشمس في التلامسين الثاني والثالث بالعبور أمراً مستحيلاً. وقد تسبَّب هذا التأثير بفشل محاولات استخدام عبور الزهرة لقياس مقدار المسافة الحقيقية بين الأرض والشمس خلال القرن الثامن عشر.
اعتقد طويلاً أن السبب وراء هذا التأثير كان غلاف الزهرة الجوي السَّميك، وبطبيعة الحال فقد اعتُبرَ الدليل الحقيقي الأول على أن الزهرة يملك غلافاً جوياً. لكن على الرغم من ذلك فيعتقد الآن على نطاق واسع أنه ليس سوى تأثير بصريّ يُسبّبه تشويه اضطراب الغلاف الجوي الأرضيّ لصورة كوكب الزهرة في السماء، أو أحياناً أيضاً بسبب رداءة أدوات الرصد. ومع ذلك فقد رُصدَ تأثير الدمعة السوداء أيضاً من خارج الأرض مع قياسات دقيقة خلال عبوري عطارد في سنتي 1999 و2003، وفوق ذلك فإن كوكب عطارد لا يملك غلافاً جوياً.
وثَّق الكثير من راصدي عبور الزهرة في 8 يونيو سنة 2004 عدم رؤيتهم تأثير الدمعة السوداء، أو على الأقلّ أنه كان أقلَّ وضوحاً بكثير مما كتبَ في أرصاد القرون السابقة. وربما كان لمعدات الرصد الأفضل والأكثر تطوراً وسواد الأطراف الأكثر حدة دور في هذا.

## معرض صور

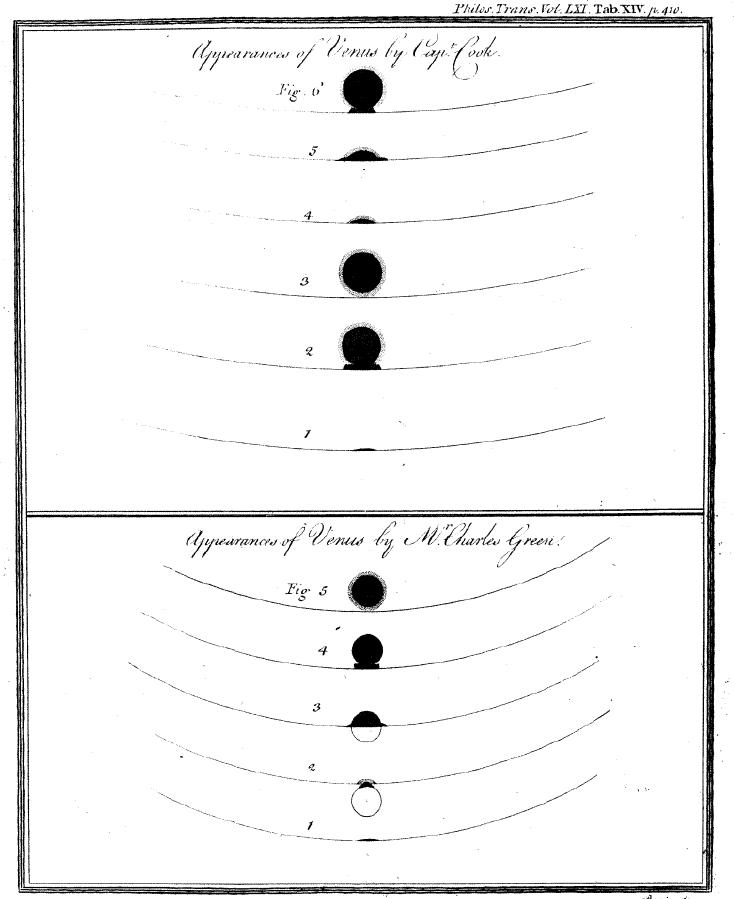
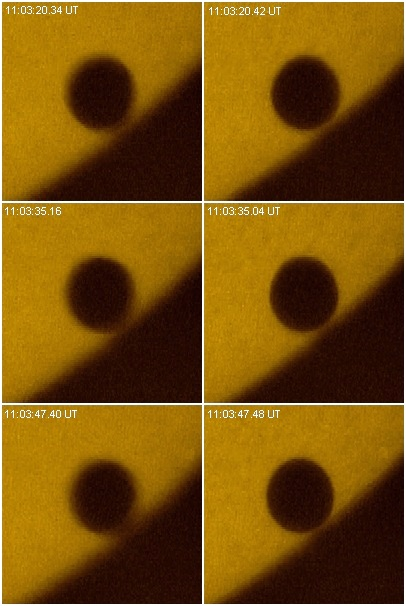
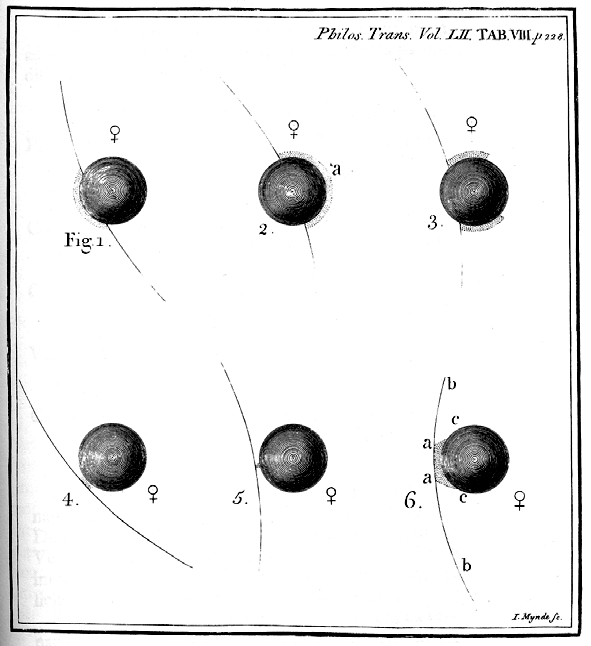